# Смокуч
Смокуч (словен. Smokuč) — поселення в общині Жировниця, Горенський регіон, Словенія. Висота над рівнем моря: 530,6 м.